# あの頃について -シーズン・オブ・レーズン-
『あの頃について -シーズン・オブ・レーズン-』（あのころについて シーズン・オブ・レーズン）は、フォーク・デュオ、レーズンの1991年11月10日発表のオリジナル・アルバムである。グレープを含めると4枚目のオリジナルアルバムとなる。

## アルバムの概要
グレープの解散15周年を記念し、さだまさしと吉田政美によるデュオが再結成されたが、「グレープ（葡萄）より、歳をとったので」ということで、レーズン（干葡萄）というユニット名で発表された。吉田はこの後もたびたび、さだのアルバムやコンサートに参加しているが、それがユニットとしての出演である際は「グレープ」名義であるので、レーズン名義はこのときだけである。

## 収録曲
1. あの頃について
昔別れたの男女のことを歌う曲だが、さだ・吉田お互いのことを歌い過去の自分達のことを回顧する曲でもある。
2. 祇園会
祇園祭の日の京都を舞台にした楽曲。歌詞の最初に「三年坂で別れてから」とあるが、これは京都の産寧坂（さんねいざか。通称、三年坂）と、グレープの最後のアルバムである『グレープ・ライブ 三年坂』をかけている。
3. Always
「誰か」を常に見守り続けてきた存在からの、一途且つ温かな幸せを願う心境を表す作品であるが、上記の「あの頃について」とは反対に過去のグレープ時代の視点から未来での互いの幸せを願う曲でもある。
4. 涙のストロガノフ 或いはご来訪
「雨やどり」の主人公が彼氏を自宅に招いた「5月のとある水曜日」の顛末を兄の立場から描いた作品。タイトルは「フレディもしくは三教街」のパロディである。
5. ジャカランダの丘
ハワイを舞台にした曲であり、ジャカランダは紫色の花をつける。海外が舞台だが、都会に出て行った女性と故郷に残った男性との心の距離が開き、やがて別れにつながるというさだの他の作品（「風の篝火」「人買」「安曇野」など）に見られるテーマを歌っている。さだの友人の画家・原田泰治は実際のハワイのジャカランダの木がある丘をさだと訪れ、「ジャカランダの丘」という作品を描いている。
6. あと1マイル
ゲスト・ヴォーカルとして元・赤い鳥、ハイ・ファイ・セットの山本潤子が参加している。
7. 糸電話
シングル盤としてリリース。（B面）＝2曲目は「新ふるさと物語 - 福岡県福間町イメージソング -」で、本アルバムには収録されていない。リード・ヴォーカルはさだまさしと吉田政美の二人である。サビから始まる楽曲で、曲の前半を吉田が歌いサビをさだが歌う。グレープのオリジナル・シングル曲はすべてさだが制作し、さだがリード・ヴォーカルを担当していたため、吉田がシングル曲でリード・ヴォーカルをつとめるのは初めてである。
8. ニッコウキスゲ
タイトルのニッコウキスゲとは標準和名をゼンテイカ（禅庭花）というユリ科の植物で、花言葉は「日々精進」或いは「心安らぐ人」。さだとその親友原田泰治と親交のあった写真家、阿岸充穂の7回忌に際して作られた鎮魂曲兼追憶曲。曲中で阿岸充穂は「あいつ」と称され、その「あいつ」がプロポーズした相手は1982年のアルバム『夢の轍』に収録されている「極光」の元となった写真の持ち主である阿岸充穂の妻、阿岸明子のことである。
9. 夢しだれ
法隆寺東院境内の枝垂桜を歌った作品。なお、この桜を「夢しだれ」と呼んだのは俳人の山本健吉である[1]。
10. おそらくあなたに聴こえない小夜曲（セレネード）-MOON BOW-
一途な恋の心境を表した作品で、夜空の幻想的な雰囲気に散りばめた恋の想いを紡ぐ恋歌。「MOONBOW」とは満月の日に条件が揃わないと決して見ることは出来ない夜に出現する虹で、さだが訪れたハワイ州マウイ島では神の与える幸せの証として神聖視されている。その「幸せの象徴」と「奇跡と呼べるまでの稀な様子」を掛けて自身の30周年記念の8夜連続コンサートに、和訳である「月虹」を統一題名として冠したと最終日のトークで語っている。

## 作詩・作曲・編曲
- すべて作詩[2]・作曲：さだまさし
- 編曲：レーズン、石川清澄（「祇園会」「ジャカランダの丘」「おそらくあなたに聴こえない小夜曲」のみ共同編曲）
- 弦編曲：服部克久（「あの頃について」「Always」「涙のストロガノフ或いはご来訪」）
- コーラス編曲：八野行恭（「あの頃について」「祇園会」「Always」「ジャカランダの丘」「あと1マイル」「糸電話」）

## 参加したミュージシャン
- ボーカル：さだまさし（1-10/ヴァイオリン 1.4.7.9.10）、吉田政美（1-3.5-7）、山本潤子（ゲスト 6）
- アコースティックギター：吉田政美（1-10）、谷康一（2.3.8）、さだまさし（7.9）
- ナイロン弦ギター：吉田政美（ソロ 6/8.10）、谷康一（6）
- エレキギター：松原正樹（ソロ 1）、梶原順（1.2.5.7）、芳野藤丸（3.4）
- リュート属：若林忠宏（ブズーキ 5）、田中早苗（マンドラ 5）
- ピアノ：山田秀俊（2.3.7/エレクトリックピアノ 1.3.4）、石川清澄（10）
- ハモンドオルガン：山田秀俊（4)、石川清澄（7）
- ベース：高水健司（1.4.5/エレクトリックフレットレスベース 3.10/アコースティックベース 6）、岡沢章（2.7）
- ドラムス：島村英二（1.3-5）、渡嘉敷祐一（2.7）
- パーカッション：浜口茂外也（1.3.4）、仙波清彦（2.5.9/能管 2.9）
- 縦笛：旭孝（パンパイプ 2/ケーナ 5）
- ストリングス：篠崎正嗣ストリングス（1.3.4）、服部克久（指揮）
- コーラス：比山貴咏史、木戸泰弘（1.3.5）